# Văn phòng Kinh tế Văn hóa Đài Bắc tại Thành phố Hồ Chí Minh
Văn phòng Kinh tế Văn hóa Đài Bắc tại Thành phố Hồ Chí Minh (tiếng Trung: 駐胡志明市台北經濟文化辦事處; bính âm: Zhù Húzhìmíng Shì Táiběi Jīngjì Wénhuà Bànshì Chù, Trú Hồ Chí Minh thị Đài Bắc Kinh tế Văn hóa Biện sự xứ) là một văn phòng đại diện cho lợi ích của Đài Loan tại khu vực phía nam của Việt Nam và Campuchia, có chức năng như một lãnh sự quán de facto khi hai chính quyền không thiết lập quan hệ ngoại giao chính thức. Ngoài ra còn có Văn phòng Kinh tế Văn hóa Đài Bắc tại Việt Nam đặt tại Hà Nội.  Văn phòng này có trách nhiệm đối với các khu vực phía bắc của Việt Nam cũng như với Lào. 
Cơ quan đối tác của nó tại Việt Nam là Văn phòng Kinh tế Văn hóa Việt Nam tại Đài Bắc. 

## Lịch sử
Trong thời kỳ Chiến tranh Việt Nam, Đài Loan, với tư cách là Trung Hoa Dân quốc, từng duy trì mối quan hệ ngoại giao chính thức với chính quyền Việt Nam Cộng hòa và từng có một đại sứ quán ở Sài Gòn.  Đại tướng Quốc quân Trung Hoa Dân Quốc Hồ Liên, một người khét tiếng chống Cộng, từng làm đại sứ Trung Hoa Dân quốc tại Sài Gòn từ năm 1964 đến năm 1972.
Đại sứ quán Đài Loan tại Sài Gòn đã đình chỉ hoạt động sau sự sụp đổ của chính quyền Việt Nam Cộng hòa, và chính quyền Việt Nam thống nhất, lại duy trì mối quan hệ ngoại giao chính thức với Cộng hòa Nhân dân Trung Hoa. 
Tuy nhiên, những mâu thuẫn trước đó nhanh chóng bùng nổ, đưa hai nước từng là đồng minh mật thiết trở thành kẻ thù. Dù những xung đột vũ trang về sau cũng được dàn xếp, nhưng Việt Nam nhanh chóng hiểu ra mình cần một chính sách quan hệ cởi mở hơn, bao gồm cả với những đối thủ cũ như Đài Loan, Hàn Quốc... 
Khởi đầu cho mối quan hệ đó là những chuyến thăm Việt Nam của Hiệp hội Công nghiệp và Thương mại Trung-Việt (SVICA) và Hội đồng Phát triển Thương mại Đối ngoại Trung Hoa (CETRA) vào năm 1991. Kết quả của những cuộc viếng thăm này là sự hình thành Văn phòng Kinh tế Văn hóa Đài Bắc tại Việt Nam, cũng như Văn phòng Kinh tế Văn hóa Đài Bắc tại Thành phố Hồ Chí Minh, được thành lập vào tháng 6 năm 1992.  Mặc dù vẫn duy trì mối quan hệ mật thiết và chỉ chính thức công nhận chính quyền Cộng hòa Nhân dân Trung Hoa, cũng như chính sách Một Trung Quốc, Việt Nam vẫn duy trì mối quan hệ ngoại giao không chính thức với Đài Loan một cách độc lập. Vì vậy, năm 1993, Văn phòng Kinh tế Văn hóa Việt Nam tại Đài Bắc được thành lập. Nó giữ vai trò như một đại sứ quán không chính thức của Việt Nam tại Đài Loan. Ngoài ra một chi nhánh của văn phòng cũng được đặt tại Cao Hùng, giữ vai trò như một Lãnh sự quán không chính thức.